# Манала
Ма́нала (фин. Manala, также Ту́онела фин. Tuonela) — загробный мир в финно-угорской мифологии.
Манала расположена под землёй на окраине мира в Похьёле и от земли живых её отделяет одноимённая река, которая одновременно именуется чёрной (musta) и святой (pyhän). Также Калевала описывает Маналу как остров. Поток реки составляют копья и мечи, протекает в глубоком ущелье. Через реку переброшен мост. На другом берегу реки умерших встречает страж с тремя псами.
Согласно эстонским песням, в Манале находятся корни мирового древа.
Погружение в воды реки ведёт к неминуемой гибели.
В реке погиб герой карело-финского эпоса Калевала Лемминкяйнен, отправившись по заданию старухи Лоухи охотиться на волшебного лебедя.
Герой карело-финских рун Вяйнемёйнен отправился к хозяевам Туонелы (бог Туони, богини Туонетар и Вамматар) за инструментом для изготовления лодки и саней.